# Air Force Combat Action Medal
La Air Force Combat Action Medal (AFCAM) est une décoration de l'armée de l'air (United States Air Force) et de l'armée de l'espace des États-Unis (United States Space Forc)e qui récompense les aviateurs et les gardiens pour leur participation active à des combats aériens ou terrestres.
La AFCAM a été décernée pour la première fois le 12 juin 2007, sous le nom de Air Force Combat Action Medal, à six aviateurs qui ont participé à des combats aériens ou terrestres hors base dans une zone de combat pendant l'opération Enduring Freedom (Afghanistan, 7 octobre 2001 - 28 décembre 2015) ou l'opération Iraqi Freedom (Irak, 19 mars 2003 - 1er septembre 2010),. La médaille est rétroactive à partir du 11 septembre 2001 jusqu'à une date à déterminer et peut être décernée à titre posthume.
Le 16 novembre 2020, l'Air Force Combat Action Medal a été rebaptisée Combat Action Medal par le secrétaire de l'Air Force.

## Critères
Pour qu'un aviateur ou un tuteur puisse porter la AFCAM, les membres doivent fournir à leur commandant les documents appropriés, y compris une explication narrative de la participation de l'aviateur ou du tuteur à des activités de combat au premier O-6 (colonel) de leur chaîne de commandement opérationnel sur un formulaire AF 3994. La demande sera traitée par la chaîne de commandement et sera finalement approuvée ou désapprouvée par le Commandant des forces aériennes (Commander of Air Force Forces - COMAFFOR).
L'attribution de la AFCAM est réservée aux membres des forces armées américaines qui, le 11 septembre 2001 ou après cette date, se trouvaient dans l'une des situations suivantes:
- Se rendre délibérément dans le domaine de l'ennemi (en dehors des barbelés) pour exercer des fonctions officielles, au sol ou dans les airs, et avoir essuyé le feu de l'ennemi au moyen d'armes létales dans l'exercice de ces fonctions, et être exposé à un grave danger.
- Pendant qu'ils défendent la base (à l'intérieur des barbelés), ils doivent avoir essuyé le feu de l'ennemi et l'avoir engagé par des tirs directs et mortels, et risquent de courir un grave danger.
- Le personnel participant à des opérations terrestres qui engage activement l'ennemi par des tirs directs et mortels peut également remplir les conditions requises, même si aucun tir direct n'est effectué, à condition qu'il y ait eu un risque de danger grave et qu'il remplisse les autres critères.

Les récompenses rétroactives antérieures au 11 septembre 2001 ne sont pas autorisées.
Elle est portée après la Air and Space Achievement Medal et avant l'Air Force Presidential Unit Citation.
La AFCAM peut être décernée à des membres d'autres forces armées et à des militaires étrangers servant dans une unité de l'armée de l'air ou de l'armée de l'espace des États-Unis, à condition qu'ils remplissent les critères d'attribution.

### Insignes de ruban
Selon le mémo de l'USAF du 25 juin 2015, Air Force Instruction 36-2803, 18 décembre 2013 (Change 1, 22 juin 2015) : AFCAM, Insignz autorisé : Une étoile d'or sera portée pour reconnaître les opérations ultérieures lorsque le chef d'état-major de l'armée de l'air l'approuve (5.3.1.7., pages 148-49). Toutefois, dans l'AFI 36-2903, les étoiles d'or ne sont pas incluses dans la liste des dispositifs de ruban autorisés de l'armée de l'air (11.4, page 224) ; les service/campaign stars (3⁄16" bronze/silver star) (étoiles de service/campagne (étoile de bronze/argent de 3⁄16") sont les seuls insignes d'étoile dont le port est autorisé. En outre, l'AFI 36-2803 n'autorise le port d'aucun ruban pour indiquer les récompenses ultérieures de la AFCAM, qui devraient normalement être des oak leaf cluster (feuilles de chêne). La Navy, le Marine Corps et les Coast Guard autorisent le port d'une étoile dorée de 5⁄16" pour indiquer l'attribution ultérieure de décorations spécifiques, et une service star (étoile de service) de 3⁄16" en bronze est portée sur la Global War on Terrorism Expeditionary Medal pour indiquer une opération ultérieure.

## Conception de la médaille

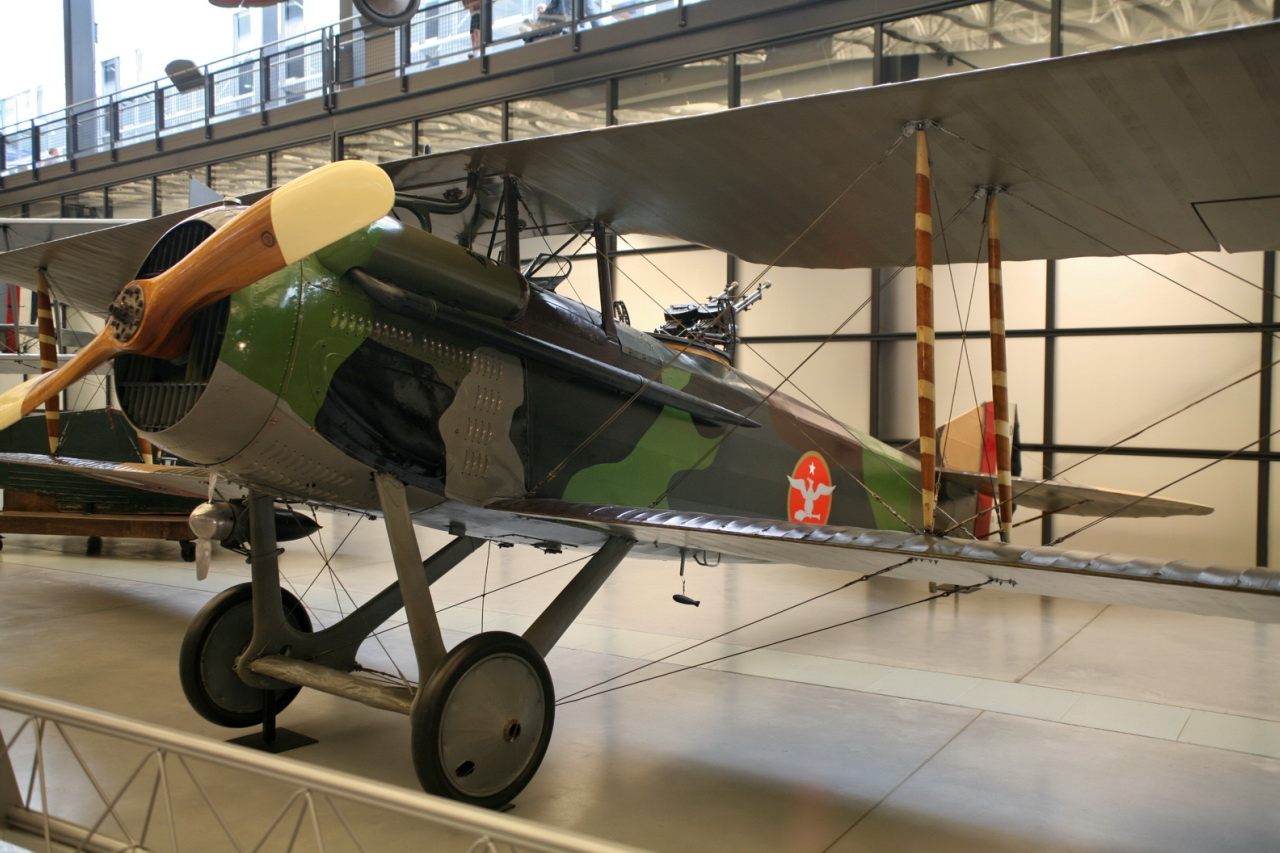
Le SPAD XVI de Billy Mitchell, qu'il a piloté pendant la Première Guerre mondiale, avec une double mitrailleuse Lewis montée dans le cockpit arrière. L'avion se trouve aujourd'hui au Musée national de l'air et de l'espace.

En collaboration avec l'Institut héraldique de l'US Army (United States Army Institute of Heraldry), la médaille a été conçue par Susan Gamble, artiste professionnelle et maître concepteur pour la U.S. Mint (Monnaie américaine), et épouse de Mike Gamble, colonel de l'armée de l'air. Selon le Washington Post, elle a déclaré : "C'était un réel plaisir de rendre cela à l'armée de l'air qui a fait partie de ma vie".
Gamble s'est inspirée, pour la conception de la médaille d'argent et la couleur du ruban (écarlate avec dix bandes jaunes), des insignes circulaires peints sur les avions pilotés par le brigadier général William "Billy" Mitchell, notamment un avion de chasse SPAD XVI (SPAD 16) de construction française qu'il a piloté en France pendant la Première Guerre mondiale. Son SPAD 16 (monomoteur biplace de reconnaissance et de bombardement) est actuellement exposé au Smithsonian National Air and Space Museum à Washington, D.C.. Mitchell est généralement connu comme le père de l'armée de l'air américaine (U.S. Air Force).
Une couronne de laurier entoure l'aigle de la médaille, exécuté dans un style Art déco simple et linéaire. L'aigle, dont la poitrine est ornée d'un écu du drapeau national à treize bandes perpendiculaires, est tourné vers la droite, la serre droite serrant des flèches (représentant le pouvoir de la guerre), pour indiquer qu'il s'agit d'une médaille de combat. La griffe gauche tient un rameau d'olivier (représentant le pouvoir de la paix). L'aigle, qui symbolise le grade militaire de colonel de Mitchell, est surmonté d'une étoile à cinq branches qui représente la promotion de Mitchell au grade temporaire de brigadier général (général de brigade) en octobre 1918. Le revers de la médaille contient deux rangées de mots inscrits sur un parchemin au centre de l'aigle, " U.S. Air Force " et " Combat Action ".
Les bandes diagonales du ruban n'ont tout d'abord pas pu être fabriquées aux États-Unis, mais les médailles militaires ne peuvent pas être fabriquées en dehors des États-Unis. Ce problème de conception a été résolu lorsqu'une usine de Bally, en Pennsylvanie, Bally Ribbon Mills, a acheté un nouveau métier à tisser spécialement pour tisser la bande diagonale. Une entreprise du Rhode Island, Ira Green Inc. à Providence, a fabriqué les pièces métalliques. La AFCAM est la seule distinction militaire américaine à avoir un ruban à motif diagonal, à l'instar de la Distinguished Flying Cross britannique et de la Croix de l'aviateur néerlandaise. Le ruban de service de la AFCAM comporte cinq bandes.

### Première remise - 12 juin 2007
La AFCAM a été remise pour la première fois à six aviateurs (cinq hommes et une femme) par le chef d'état-major de l'armée de l'air, le général T. Michael Moseley (aujourd'hui à la retraite), au mémorial de l'armée de l'air américaine à Arlington, en Virginie,:
- Staff Sgt Thomas Benincosa de Layton (Utah) pour ses actions en janvier 2008 en Irak)
- Major Steven A. Raspet de Fountain Valley (Californie) (pour des actions menées le 8 janvier 2006 en Afghanistan)
- Capitaine Allison K. Black de Northport (New York) (pour des actions menées le 4 décembre 2001 en Afghanistan)[18],[19]
- Senior Master Sgt. Ramon Colon-Lopez de Bridgeport (Connecticut) (pour des actions menées le 11 mars 2004, en Afghanistan)
- Master Sgt. Charlie Peterson de Détroit (Michigan) (pour des actions menées le 28 juillet 2004 en Irak)
- Master Sgt. Byron P. Allen de Birmingham (Alabama) (pour des actions menées le 12 avril 2004 en Irak)
- Staff Sgt. Daniel L. Paxton de Abingdon (Virginie) (pour des actions menées le 28 mars 2003 à la frontière entre le Koweït et l'Irak)

### Récompenses (à titre posthume)
La AFCAM a été décernée à titre posthume à :
- A1C Elizabeth Jacobson de Riviera Beach (Floride), pour son action le 28 septembre 2005 à la frontière entre le Koweït et l'Irak.
- Sergent-chef John A. Chapman, de Springfield (Massachusetts), pour son action le 4 mars lors de la bataille de Takur Ghar.

## Sources
- (en) Cet article est partiellement ou en totalité issu de l’article de Wikipédia en anglais intitulé « Air Force Combat Action Medal » (voir la liste des auteurs).